# Eporedorix
Eporedorix was een Gallisch stamhoofd van de stam van de Aedui, een van de rijkste en invloedrijkste volkeren van Gallië voor de Gallische Oorlog. Na de Gallische Oorlog en de nederlaag van de Galliërs, werd de hoofdstad van de Aedui, Bibracte, verlaten en de bevolking verhuisde naar de Romeinse stad Augustodunum. 
Eporedorix' naam betekent "de koning van hen die met de strijdwagens rijden". Hij was een Aeduër van hoge geboorte. Hij had de oorlog tegen de Sequani geleid voor de Gallische Oorlog.
Nadat hij deel had uitgemaakt van de bondgenoten in het leger van Julius Caesar tijdens het Beleg van Gergovia sloot Eporedorix zich aan bij Vercingetorix met een andere leider van de Aedui, Viridomarus. De vergadering van de Galliërs die Vercingetorix aanstelde als leider van de alliantie vond later plaats in Bibracte, dat nu het onderzoekscentrum over de Gallische volkeren is.
Hij maakte deel uit van de drie belangrijkste hoofdstammen van de Aedui die gevangengenomen werden door Caesar, net voor het Beleg van Alesia. Onder hen waren ook Cotus, de leider van de Aeduïsche cavalerie, en Cavarillus, de leider van de Aeduïsche infanterie. In deze cruciale veldslag slaagde de Gallische cavalerie van Vercingetorix er wel in om die van Caesar en zijn Germaanse bondgenoten te omcirkelen, maar ze verloren de slag toch. Er sneuvelden 
Hij maakte deel uit van de drie 2000 ruiters en infanteristen.
Caesar vermeldt in zijn Commentarii de Bello Gallico een andere Eporedorix als een van de vier leiders van het ontzettingsleger bij Alesia.